# 이크티오포누스속
이크티오포누스속(Ichthyophonus)은 기생 생물 속의 일종이다.